# Чусена
Чусена (на испански: Chucena) е населено място и община в Испания. Намира се в провинция Уелва, в състава на автономната област Андалусия. Общината влиза в състава на района (комарка) Ел Кондадо. Заема площ от 26 km². Населението му е 2130 души (по преброяване от 2010 г.). Разстоянието до административния център на провинцията е 62 km.

## Демография
| 1996 | 1998 | 1999 | 2000 | 2001 | 2002 | 2003 | 2004 | 2005 | 2006 |
| ---- | ---- | ---- | ---- | ---- | ---- | ---- | ---- | ---- | ---- |
| 1930 | 1943 | 1980 | 1964 | 1931 | 1967 | 2005 | 1996 | 2044 | 2044 |